# Cofradía de la Santísima Resurrección (Zamora)
La Cofradía de la Santísima Resurrección es una cofradía católica de la ciudad de Zamora que desfila en su Semana Santa, en la mañana del Domingo de Resurrección.

## Historia
Parece remontarse al menos al siglo XVI: existen documentos, referidos al año 1544, de una cofradía de Nuestra Señora de la Purificación y del Rosario, con sede en Santa María la Horta, que organizaba la procesión de la Resurrección y realizaba en la Plaza Mayor el "Encuentro". Se conservan también documentos que nos dicen que en 1619 varios cofrades celebraban el encuentro con “zuizas”, imitación de batallas al estilo de la Guardia Suiza.
Documentalmente, la actual cofradía es desde 1776: a partir de entonces se pueden seguir sus vicisitudes, con épocas de esplendor y otras de penuria, como tras la invasión napoleónica o a mediados del siglo XIX. Desde entonces el aumento de cofrades y su peculiar desarrollo procesional hacen de esta cofradía una de las más queridas en la ciudad.
Su sede es la Parroquia de Santa María de la Horta, y actualmente tiene unos 1400 hermanos.

## Imágenes

### Jesús Resucitado
Talla de 1872, del imaginero zamorano Ramón Álvarez. Representa a Cristo triunfante sobre el Sepulcro, con Potencias sobre la cabeza. Vestido con un manto de terciopelo rojo bordado en oro y un banderín en la mano izquierda. Actualmente desfila sobre una mesa tallada por Manuel Rivas en 1962. Durante el año se encuentra en el Museo de Semana Santa.

### Virgen del Encuentro
También llamada Virgen de la Alegría. Imagen de manera policromada que representa a la Madre en actitud de encuentro hacia su Hijo, obra de Higinio Vázquez en 1993, que sustituía a otras dos imágenes que le precedieron, una procedente de los talleres de Olot, y otra de Florentino Trapero. Durante el Encuentro se le retira el manto negro con el que realiza la primera parte del desfile.

## Hábito
Los cofrades no llevan hábito, sino que procesionan con sus ropas "de domingo". Portan vara niquelada, rematada con una pequeña imagen del Resucitado y adornada con las primeras flores de la primavera (lilas, claveles, etc).

## Procesión
Las imágenes salen a la calle el Domingo de Resurrección desde la iglesia de Santa María de la Horta a las nueve de la mañana, a los sones del himno nacional; cada imagen sigue un recorrido diferente. El Resucitado, acompañado por el tamborilero de la cofradía con música festiva sigue un itinerario, y la Virgen, con manto negro, y marchas fúnebres, recorre las calles por otro distinto.
La mayor parte del recorrido se desarrolla por calles típicas, reminiscencias de aquel pasado medieval: casas bajas y calles empedradas, donde se asentaban la mayoría de los gremios artesanales, hasta llegar a la Plaza Mayor donde El Cristo y la Virgen se encuentran.
Así se celebra el "Encuentro", entre una súbita explosión de alegría, tiros de escopeta con salvas desde los balcones —suizas o “zuizas”— y tras efectuar la Reverencia, las imágenes dan la vuelta a la Plaza Mayor para seguir por la calle Balborraz y volver al templo de salida. Al finalizar la procesión se celebra Misa Mayor y tras ésta los mayordomos del año convidan a las autoridades, cofrades y resto del barrio donde se asienta la Cofradía a un refrigerio de frutos secos, pastas y bebidas.